# Wensleydale Beacon
Wensleydale Beacon är en kulle i Antarktis. Den ligger i Sydshetlandsöarna. Argentina, Chile och Storbritannien gör anspråk på området. Toppen på Wensleydale Beacon är 110 meter över havet.
Terrängen runt Wensleydale Beacon är kuperad åt sydost, men åt nordväst är den platt. Havet är nära Wensleydale Beacon norrut. Trakten är glest befolkad. Närmaste befolkade plats är Gabriel de Castilla Spanish Antarctic Station, 1,9 kilometer söder om Wensleydale Beacon. 